# Activism pe internet
Activismul pe Internet (cunoscut și ca e-activism, lobby electronic, ciberactivism, e-campanii) este folosirea tehnologiei comunicațiilor precum email, site-uri web, rețele de socializre și podcasturi pentru diferite forme de activism în scopul unei mai rapide comunicări dinspre inițiatori și pentru a livra mesajele unei audiențe mult mai mari. Aceste tehnologii Internet sunt folosite în scopul obținerii de fonduri, pentru lobby, voluntariat, dezvoltarea de comunități, organizare, etc.

## Tipuri

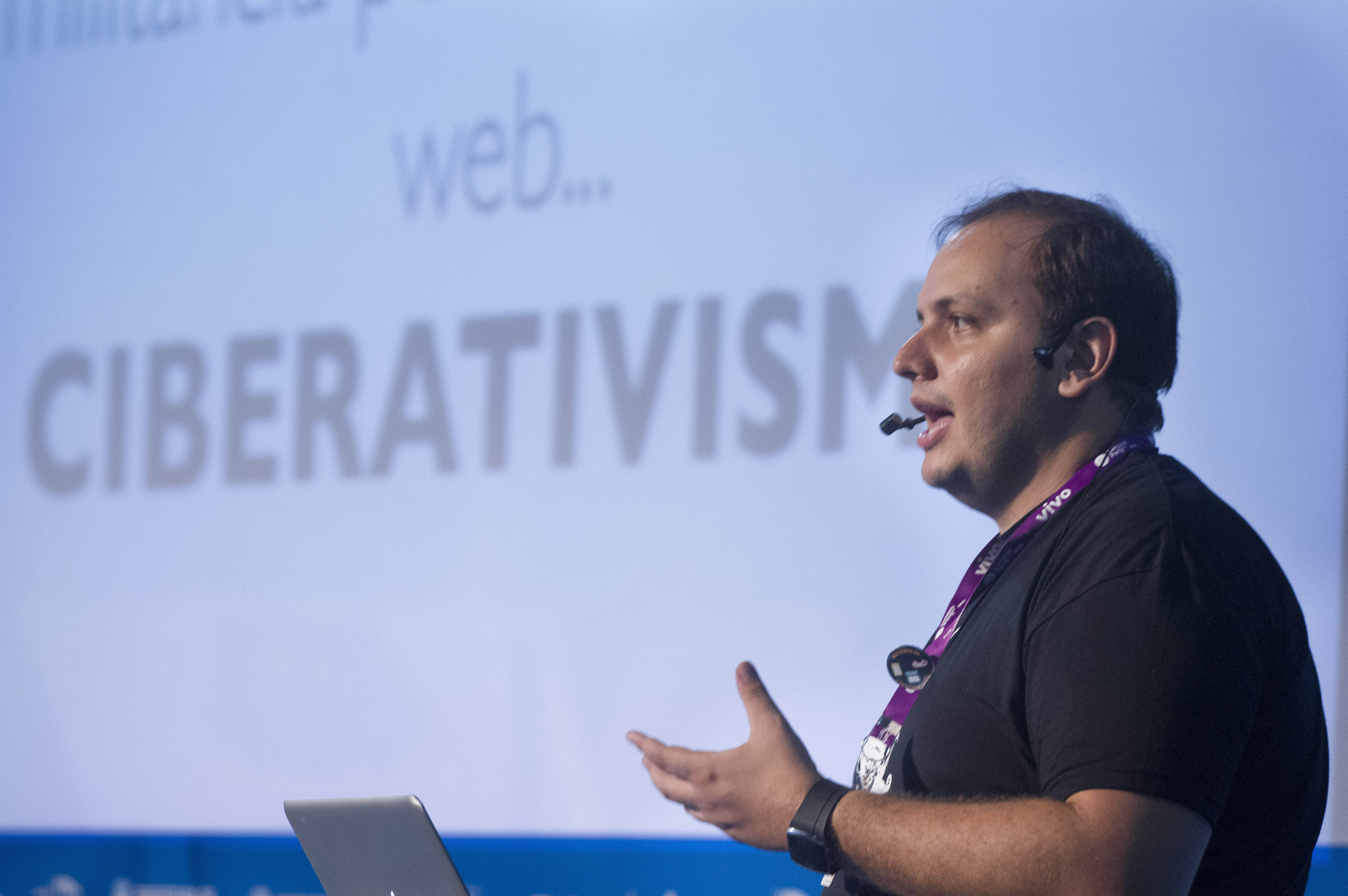
Hacktivism și ciberactivism: război electoral pe internet - Campus TV - Campus Party Brasil, 2013

Sandor Vegh împarte activismul online în trei mari categorii: conștientizare/advocacy, organizare/mobilizare, și acțiune/reacțiune.
Internetul este resursa cheie pentru activiștii independenți sau e-activiști, în special cei ale căror mesaje se împotrivesc curentului principal. "În special când se produce o violare serioasă a drepturilor omului, Internetul este esențial pentru raportarea atrocităților în exterior”.
Activiștii pe Internet folosesc de asemenea petiții electronice (e-petiții) care sunt transmise guvernelor și organizațiilor pentru a determina schimbări pozitive în politică și a protesta împotriva multor probleme, de la comerțul cu arme la teste pe animale. Multe organizații non-profit și caritabile folosesc aceste metode, transmițând petiții prin email membrilor înscriși pe listele de discuții și solicitând semnarea lor. Site-urile importante de rețele sociale sunt de asemenea instrumente utile pentru e-activiști.
Internetul permite unor organizații precum organizațiile neguvernamentale să comunice ieftin și rapid cu membrii lor. Mitingurile și protestele pot fi organizate și ajutate atât de către organizatori cât și de participanți. Lobby se realizează de asemenea mai ușor prin Internet, cu ajutorul mesajelor transmise în masă și a abilității de a răspândi un mesaj cât mai mult cu costuri minime.
Atacurile denial-of-service, preluarea și vandalizarea unor situri web, încărcarea de cai troieni și spam, sunt toate exemple de activism pe Internet efectuate la limita sau dincolo de limita legalității. Multe din aceste tipuri de "acțiuni directe" poartă numele de hacktivism.